# Göran Fant
Göran Fant, född 15 maj 1939, död 24 maj 2017, var en svensk lärare och författare. 
Fant var under en lång tid redaktör för den Waldorfpedagogiska tidskriften På Väg och lärare i litteratur och musik vid bland annat Kristofferskolan i Stockholm.